# Vila Ema
Vila Ema é um bairro da cidade de São Paulo, localizado no distrito de São Lucas e administrado pela subprefeitura de Vila Prudente. Fundado em 1893, é o bairro mais antigo do distrito de São Lucas, mantendo forte relação com o bairro de Vila Prudente, fundado três anos antes, onde tem início as três avenidas que passam por seu território: a Avenida Vila Ema, a Avenida Prof. Luiz Inácio de Anhaia Mello e a Avenida Sapopemba. É um bairro residencial, com casas térreas ou sobrados, sendo poucos os prédios de apartamentos. Há algumas pequenas indústrias, e os estabelecimentos comerciais concentram-se nas três avenidas.

## Infraestrutura
- Avenidas e ruas: Todas pavimentadas, dotadas de iluminação pública e redes de abastecimento de luz, água e coleta de esgoto. Várias ruas com redes de distribuição de gás.[1]
- Linhas de Ônibus: Ao longo das avenidas Sapopemba, Vila Ema e Prof. Luiz Inácio de Anhaia Mello.[1]
- Estações do Metrô: São Lucas e Camilo Addad, da linha 15 Prata (Monotrilho), localizadas na Av. Prof. Luiz Inácio de Anhaia Mello.[1]
- Ciclovias: Somente uma, em um trecho da Av. Prof. Luiz Inácio de Anhaia Mello.[1]

## Resenha histórica
Fica difícil compreender a formação dos bairros paulistanos sem o conhecimento de algumas características da cidade. A grande participação de imigrantes europeus, não oriundos da Península Ibérica, e a pequena participação dos negros, são coisas pouco comuns nas outras regiões do país onde a presença do colonizador português foi mais efetiva. Essa é a razão do breve relato que segue.
Durante quase três séculos a cidade de São Paulo viveu à margem das grandes correntes econômicas da vida brasileira. Para além do núcleo que lhe deu origem havia fazendas, sítios e chácaras onde seus proprietários eram pessoas simples, que trabalhavam na terra com a ajuda de seus familiares e, eventualmente, alguns índios. Praticavam a lavoura de subsistência, voltada para o mercado local, e não tinham recursos financeiros para terem escravos africanos. Algumas fazendas pertenciam à igreja, como a de Santo André e a de São Caetano; que pertenciam aos monges Beneditinos. No vasto território desta cidade havia diversos núcleos isolados, distantes um do outro, e dependentes do núcleo central. No início do século XIX a predominância da população feminina livre era evidente, pois a população masculina sofreu baixas em razão de suas aventuras pelo sertão, nas expedições conhecidas como Bandeiras. Nessa época, as lavoura de café nas cidades do interior ganhavam importância, e toda a produção passava por São Paulo, rumo ao Porto de Santos ou Rio de Janeiro. Por outro lado, tudo que chegava da Europa, destinado a abastecer as outras cidades do Estado, também passava por aqui, e São Paulo tornou-se um importante centro comercial, atraindo o interesse de investidores nacionais e europeus. Os grandes proprietários rurais do interior do Estado, chamados Barões do Café, construíram suas residências na cidade e começaram a diversificar seus negócios, investindo na criação de indústrias. Muitos imigrantes europeus chegaram à cidade, atraídos pela possibilidade de novos negócios, ou a procura de emprego nas indústrias. São Paulo entrava na era industrial e precisava da mão-de-obra e do conhecimento técnico do Europeu. A necessidade de construção de moradias para todos esses imigrantes, e terras para instalação das indústrias, deu início à especulação imobiliária, e os proprietários rurais começaram a vender suas terras. Assim surgiram muitos bairros no final do século XIX e início do XX.

## História
Em 1891, Victor Nothmann, em sociedade com Cícero Bastos e Manoel Ferreira Redondo, comprou as terras onde hoje está o bairro de Vila Ema. Em 1893, Victor Nothmann comprou a parte de seus sócios e, no dia 17 de outubro daquele ano, deu início ao processo de loteamento da área, que recebeu o nome de Vila Ema, em homenagem à sua esposa Emma Nothmann.
Ao contrário do loteamento de Vila Prudente, que teve como objetivo a instalação de indústrias e residências para seus operários, o loteamento de Vila Ema pretendia abrigar sítios, chácaras e casas de campo. O projeto dividia a área em lotes de 1 alqueire e foi anunciado em um jornal da comunidade alemã de São Paulo, em idioma alemão. Os primeiros proprietários dos lotes eram, quase todos, alemães e, durante muitos anos, a Vila Ema se manteve fiel ao projeto inicial.
Em 1924, a pequena população de Vila Ema fundou a Deutsche Schule Villa Emma, uma escola que, além das disciplinas comuns, ministrava aulas de alemão a seus alunos.
Em 1942, por conta da entrada do Brasil na 2ª Guerra Mundial, as comunidades alemãs, italianas e japonesas, residentes no país, tornaram-se vítimas de discriminação. O Presidente do Brasil, Getúlio Vargas, determinou o confisco dos bens desses cidadãos e proibiu que se falasse em público outro idioma que não fosse o português. Também proibiu que jornais e rádios, voltados para essas comunidades, continuassem a operar. Associações e clubes, dessas comunidades, tiveram que mudar de nome e encerrar suas atividades. As determinações faziam parte do Decreto Lei nº 4.166, de 11 de março de 1942. Por conta disso, a Deutsche Schule Villa Emma teve que fechar suas portas e, por decisão da comunidade local, a propriedade foi doada ao Círculo Operário de Vila Prudente, que criou o Círculo Operário de Vila Ema.
Quando terminou a guerra, muitas indústrias já haviam se estabelecido no entorno de Vila Ema, e a demanda por moradias para seus funcionários crescia. Com isso, os proprietários desses sítios e chácaras acabaram vendendo suas terras para construtoras, que as lotearam e construíram casas populares. Nessa ocasião, muitos operários de origem italiana, espanhola e portuguesa tornaram-se os novos habitantes da região. 